# Červený mlýn (Dolní Bučice)
Červený mlýn v Dolních Bučicích ve Vrdech v okrese Kutná Hora je mlýn, který stojí na řece Doubrava. Je chráněn jako nemovitá kulturní památka České republiky; předmětem ochrany je obytné stavení, mlýnice a pozemky vymezeného areálu.

## Historie
Vodní mlýn je zmíněn roku 1279, kdy Vilémovský klášter přeměnil ves, dvorec a mlýn v Dolních Bučicích na osadu. V roce 1556 zdejší mlynář věnoval bučickému kostelu zvon. V té době měl mlýn 3 vodní kola a patřilo k němu 9 rolí. Kolem roku 1800 byl přestavěn, mlýnice pak přestavěna ve 2. polovině 19. století.
Do roku 1900 byl mlýn majetkem cukrovaru ve Vrdech. V roce 1930 zde byl mlynářem Jan Potoček.

## Popis
Na vodní kolo tekla voda náhonem, který začíná přibližně 300 metrů proti proudu Doubravy. V roce 1930 měl mlýn 1 turbinu Haag, 1 turbinu Girard, spád 3 metry a výkon 15 HP.
Dochoval se zdobený zděný štít, plastická omítková výzdoba fasád a štítů, pavlač, balkón, epigrafické památky, komín a prostup pro hřídel vodního kola.